# Yami-do
Yami-do är en ö i Sydkorea.   Den ligger i provinsen Norra Jeolla, i den sydvästra delen av landet, 200 km söder om huvudstaden Seoul.